# Girolamo Vitali
Pour les articles homonymes, voir Vitali.
Girolamo Vitali est un astronome, astrologue et mathématicien italien, clerc régulier de la Congrégation des Somasques.

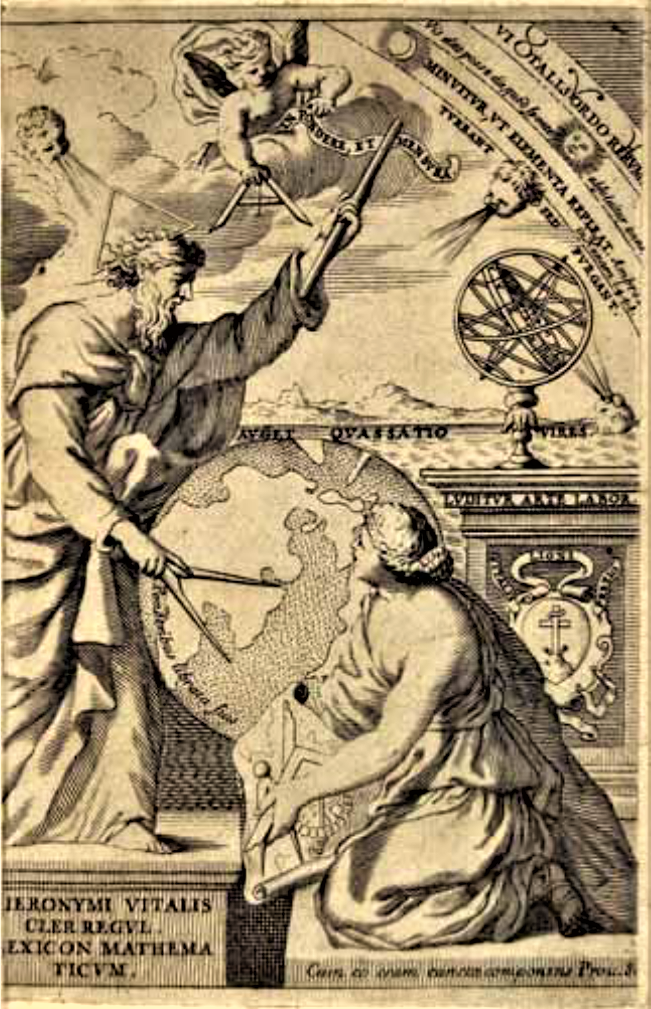
Girolamo Vitali, Lexicon mathematicum, Paris, L. Billaine, 1668

## Œuvres
- Lexicon Mathematicum, hoc est, rerum omnium ad universam plane mathesim quoquo modo, directe vel indirecte spectantium, collectio et explicatio, continens terminorum, præsertim exoticorum, dilucidationem ; Nominis rationem atque Etymologiam, Principia, præcepta communia, axiomata ... ac brevem et exactam doctrinæ traditionem ; adjectis ubi opus est schematibus ad pleniorem tyronum intelligentiam, ut non immerito quadrivium scientiarum, ac totius mathesis promptuarium dici possit : Autore Hieronimo Vitali Clerico Regulari, in-4°. Dans ce Lexique Vitali traite quantité de questions, non seulement de mathématiques, mais encore de physique et d’astronomie. La première édition de ce Lexique a été imprimé à Paris en 1668 ; la seconde beaucoup plus ample a été publiée à Rome en 1690 : Vitali y fait d’agréables digressions sur divers sujets, comme sur l’astrologie.